# Râul Valea Racilor, Arieș
Valea Racilor (în maghiară Rákospatak) este un afluent de stânga al râului Arieș. Acest râu a săpat Cheile Turului (prin ridicarea lentă a culmii de calcare jurasice).

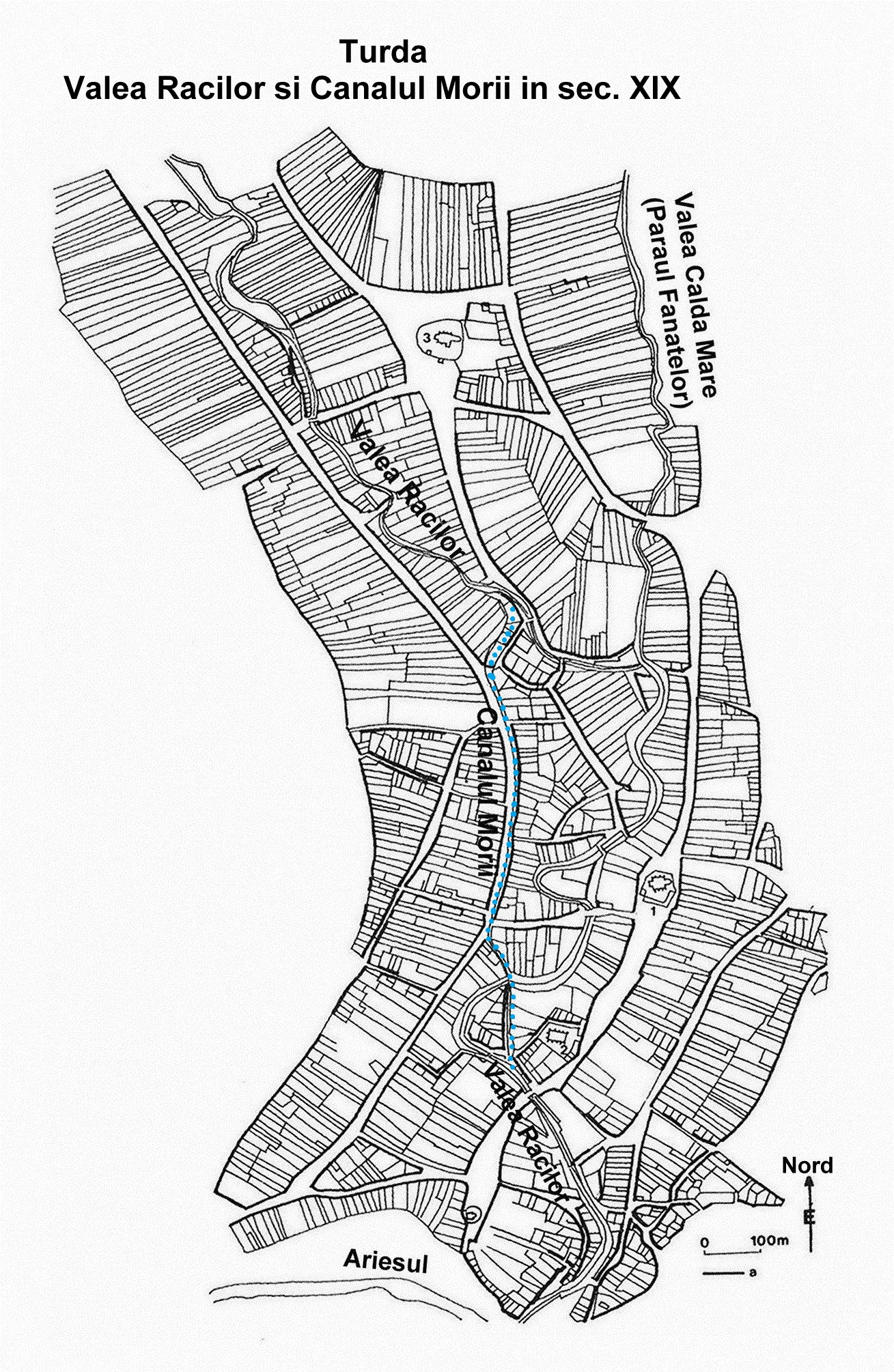
Valea Racilor și Canalul Morii în secolul al XIX-lea

Pe harta oficială a municipiului, publicată de Primăria Turda, poartă numele de Pârâul Racilor.

## Descriere
Harta Iosefină din 1769-1773 (sectio 110) arată că în acea perioadă pe teritoriul orașului Turda, de-a lungul acestei văi, existau 7 mori de apă. Conform acestei hărți, Valea Racilor ar fi curs parțial de-a lungul străzii Dr.I.Rațiu, până la intersecția cu str.Mircea cel Bătrân, ceea ce constituie foarte probabil o eroare cartografică. Valea a curs de-a lungul str.N.Iorga spre str.G.Marinescu, unde confluează cu Valea Caldă Mare. Până la vărsarea în Arieș, poartă în continuare numele de Valea Racilor. Peste Valea Racilor și Valea Caldă Mare existau pe atunci în Turda 13 punți și poduri (unele din ele nu mai există în prezent).
Un pod peste Valea Racilor (dispărut între timp) unea str.Dacia, în spatele Bisericii Unitariene, cu str.Argeșului. Pe teren nu mai există însă urme ale acestui pod.
Apa necesară funcționării celor două mori de pe str.Mircea cel Bătrân și a tăbăcăriilor din zonă era adusă odinioară printr-un canal deviat din Valea Racilor, numit "Canalul Morii", care însoțea trotuarul străzii Dr.I.Rațiu între Liceul „Mihai Viteazu” și str. Mircea cel Bătrân. Captarea apei din Valea Racilor în Canalul Morii se făcea într-un punct din spatele actualei „Săli a Regatului Martorilor lui Iehova” (str. N.Iorga nr.44a). Pe teren se mai vede, vag, o adâncitură pe malul drept al Văii Racilor, acolo unde era locul de deviație al apei. Inundația din 1940 a distrus digul care devia apa Văii Racilor înspre Canalul Morii. Dar, prima moară (moara Fischer) deja nu mai folosea în 1940 roata de apă, ci un motor cu ardere internă. Lungimea totală a Canalului Morii era de circa 700 m, dintre care primii 100 m prin grădinile dintre str.Albinei și str.G.Barițiu. Canalul ieșea din grădini la intersecția str.G.Barițiu cu str.Bicazului, după care continua, de-a lungul trotuarului, pe partea străzii Dr.I.Rațiu cu case cu numere cu soț, până la moara Fischer, apoi apa se varsă în Valea Racilor. Lățimea canalului era de circa 1,5 - 2 m, adâncimea de cca 1 m. 
După Balázs Orbán  porțiunea străzii Dr.I.Rațiu dintre str.Bicazului și str.Mircea cel Bătrân se numea în a doua jumătate a secolului al XIX-lea Varga-utca ("Ulița Tăbăcarilor"), aici locuind mulți tăbăcari. Pentru acești tăbăcari, ca și pentru cele 2 mori de apă de pe str.Mircea cel Bătrân, era condusă o parte a Văii Racilor pe un canal ("Canalul Morii"). Strada N.Iorga se numea atunci Gát-utca ("Ulița Digului") pentru stăvilarul făcut aici pentru canalizarea unei părți a apei Văii Racilor spre Varga-utca. În dreptul străzii Mircea cel Bătrân Canalul Morii își schimba direcția, îndreptându-se spre cele 2 mori de apă de pe această stradă (moara Fischer și moara de la nr.5 a străzii Mircea cel Bătrân), trecând printr-un jgheab (paralel cu puntea de pietoni) peste brațul Văii Racilor, spre a se vărsa mai în aval în Valea Racilor, după ce alimenta cu apă moara de pe str.Mircea cel Bătrân nr.5, nu departe de catedrala ortodoxă.
Canalul Morii a fost betonat după primul război mondial, în cadrul lucrărilor de sistematizare a străzii Dr.I.Rațiu și folosit pentru canalizare (după ce moara nu a mai utilizat forța apei, ci motoare cu combustibil). Fiind un permanent focar de infecții, în anii ‘60 ai secolului al XX-lea canalul a fost astupat și acoperit cu asfalt, oferind posibilitate de lărgire a carosabilului străzii Dr.I.Rațiu.
Valea Racilor este traversată în prezent în interiorul municipiului Turda de 13 punți și poduri. Pe teritoriul orașului are o lungime de cca 3 km, având pe alocuri un curs meandrat.

## Galerie de imagini

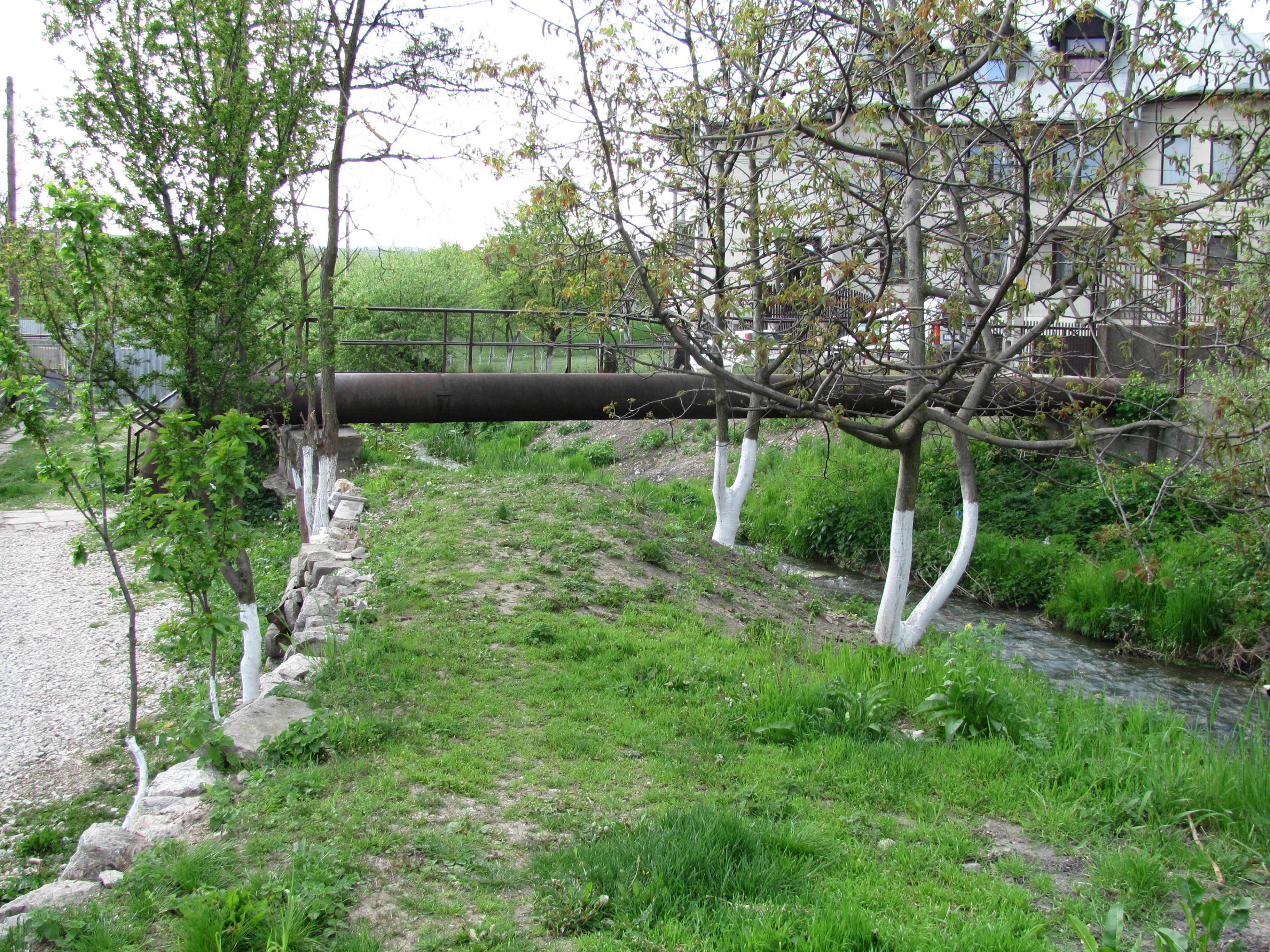
Valea Racilor în zona străzii Roșiori
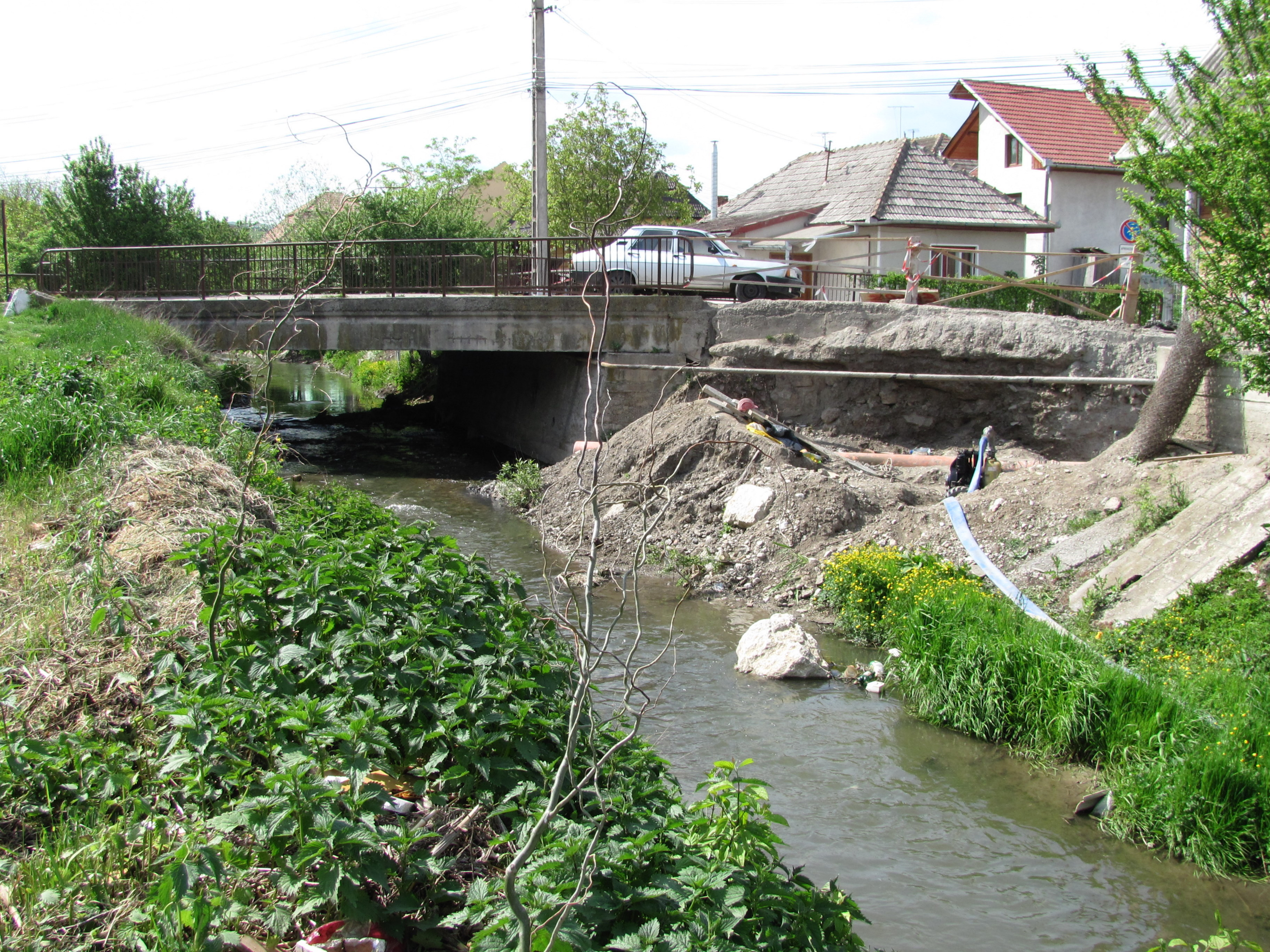
Valea Racilor în zona străzii I.Corvin
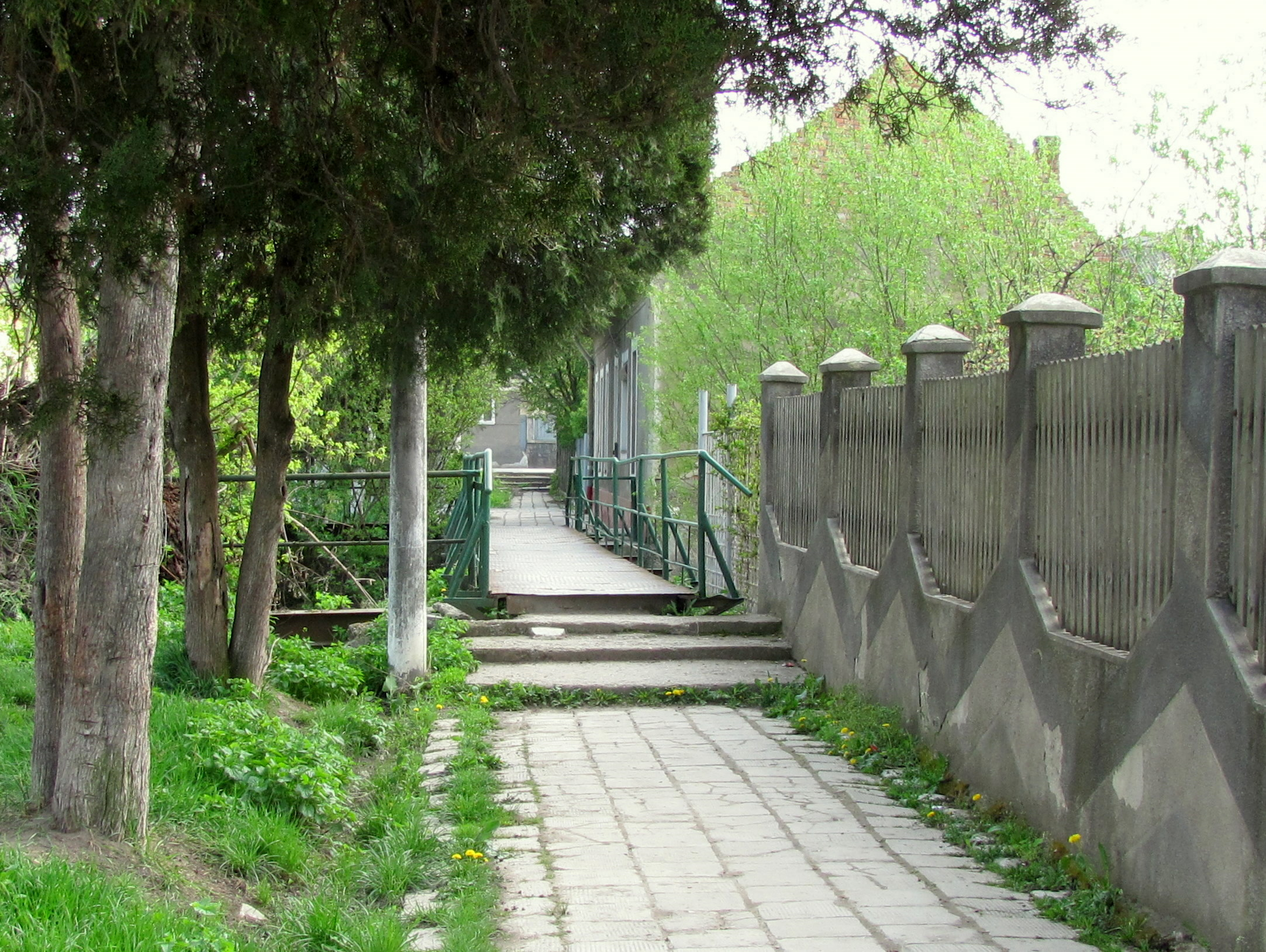
Podeț peste Valea Racilor (str.Punții)
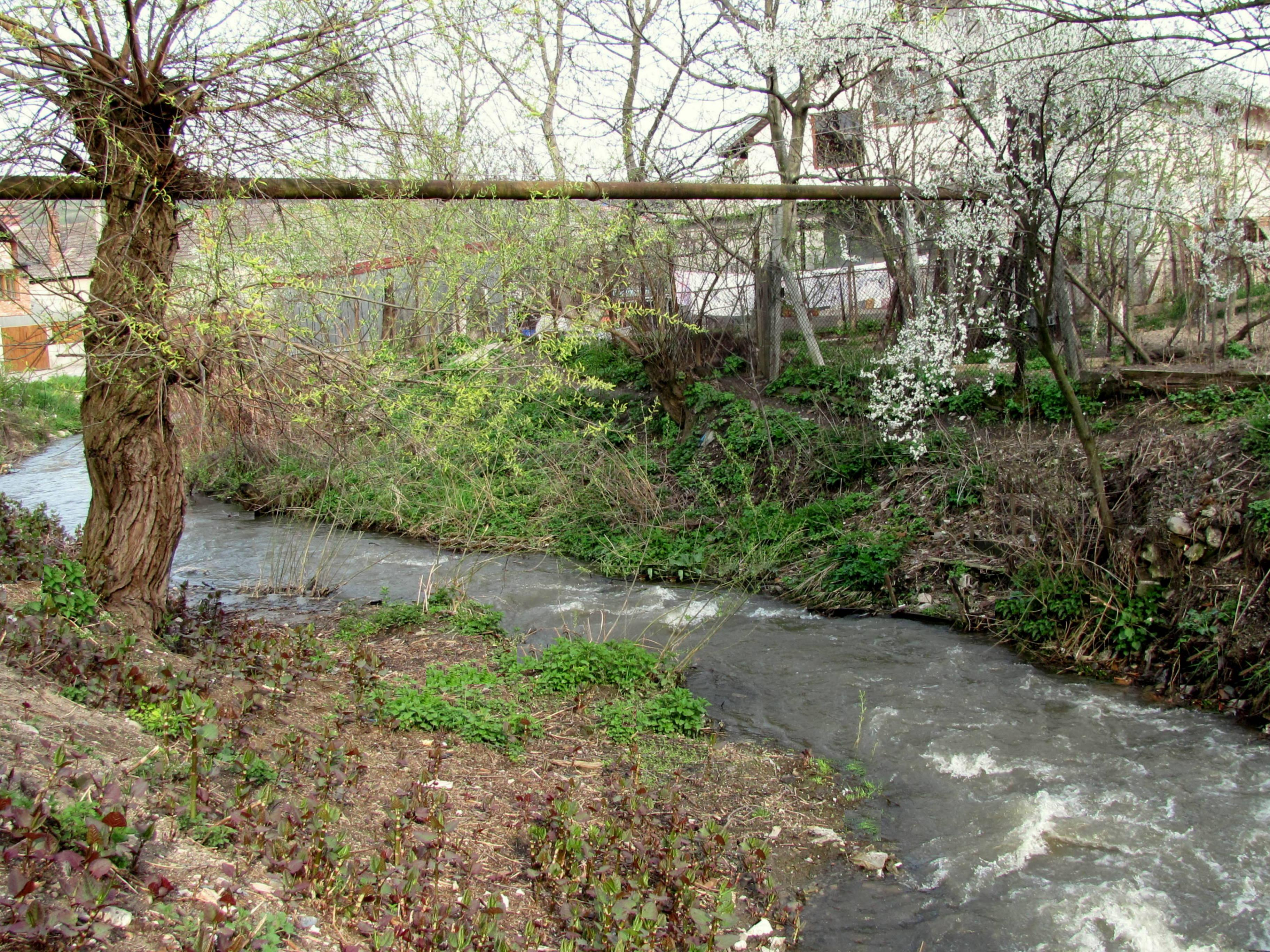
Locul fostului dig de deviere a Văii Racilor spre Canalul Morii
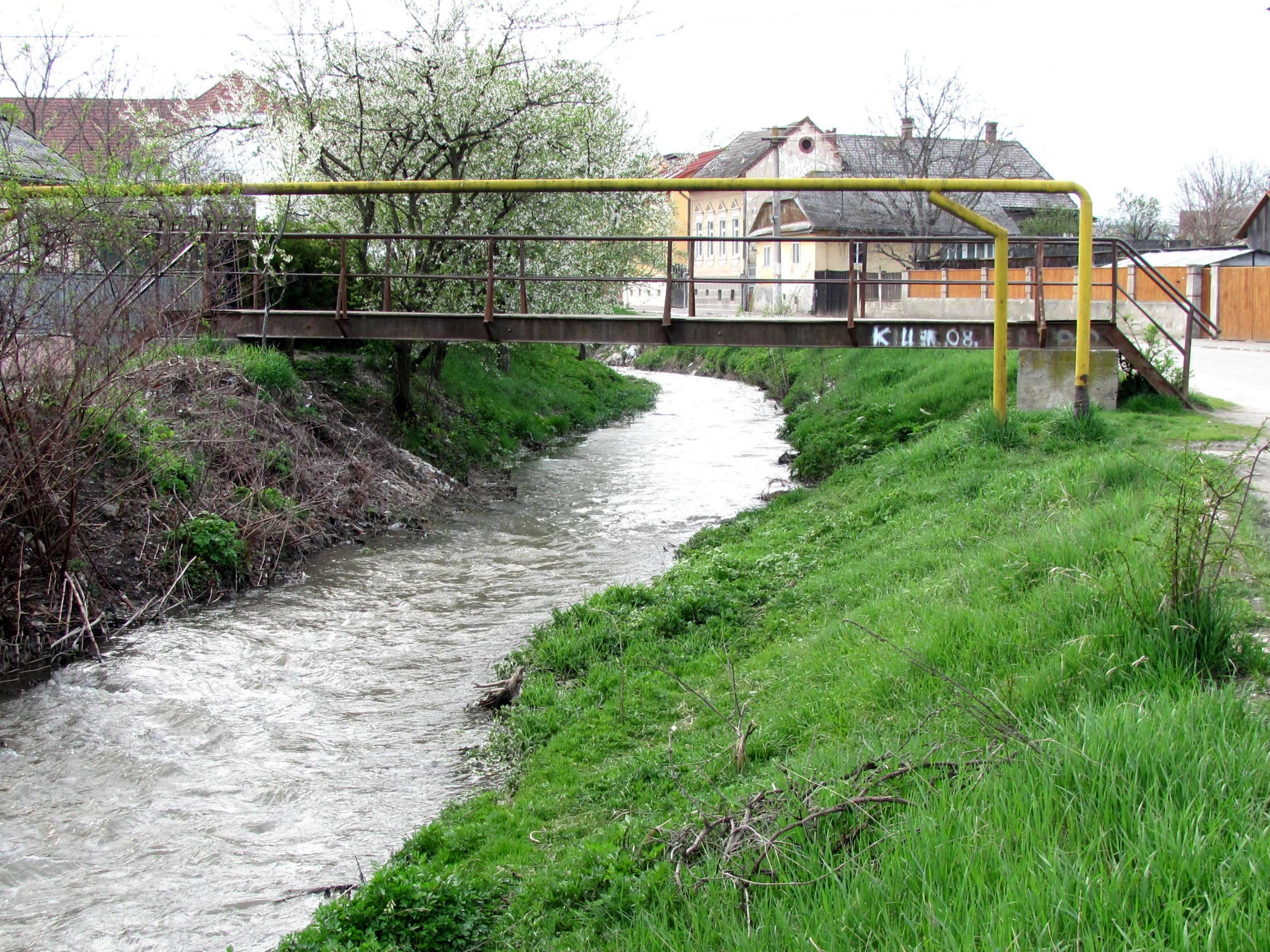
Valea Racilor în zona străzii N.Iorga
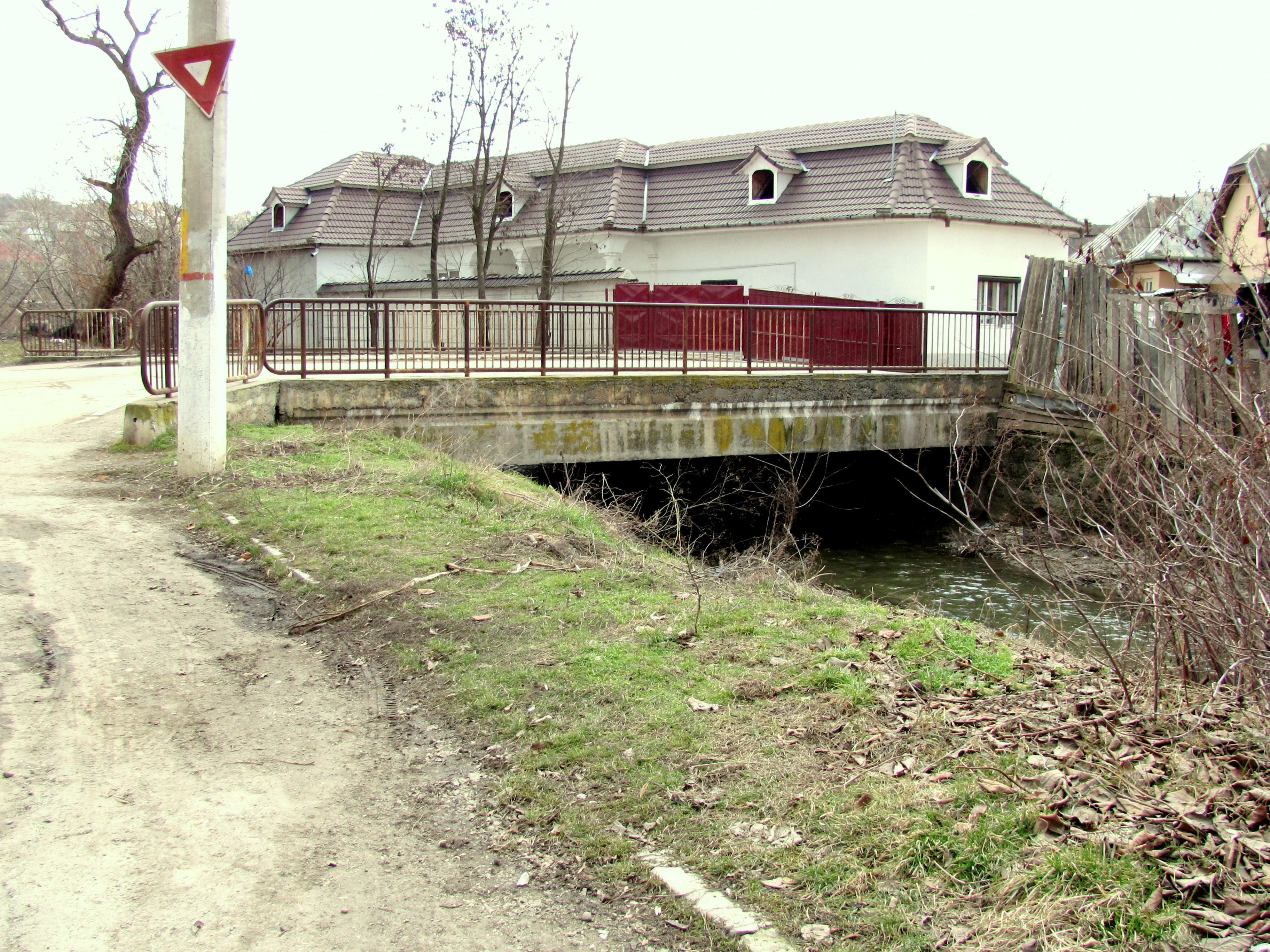
Pod peste Valea Racilor (str.Bicazului)
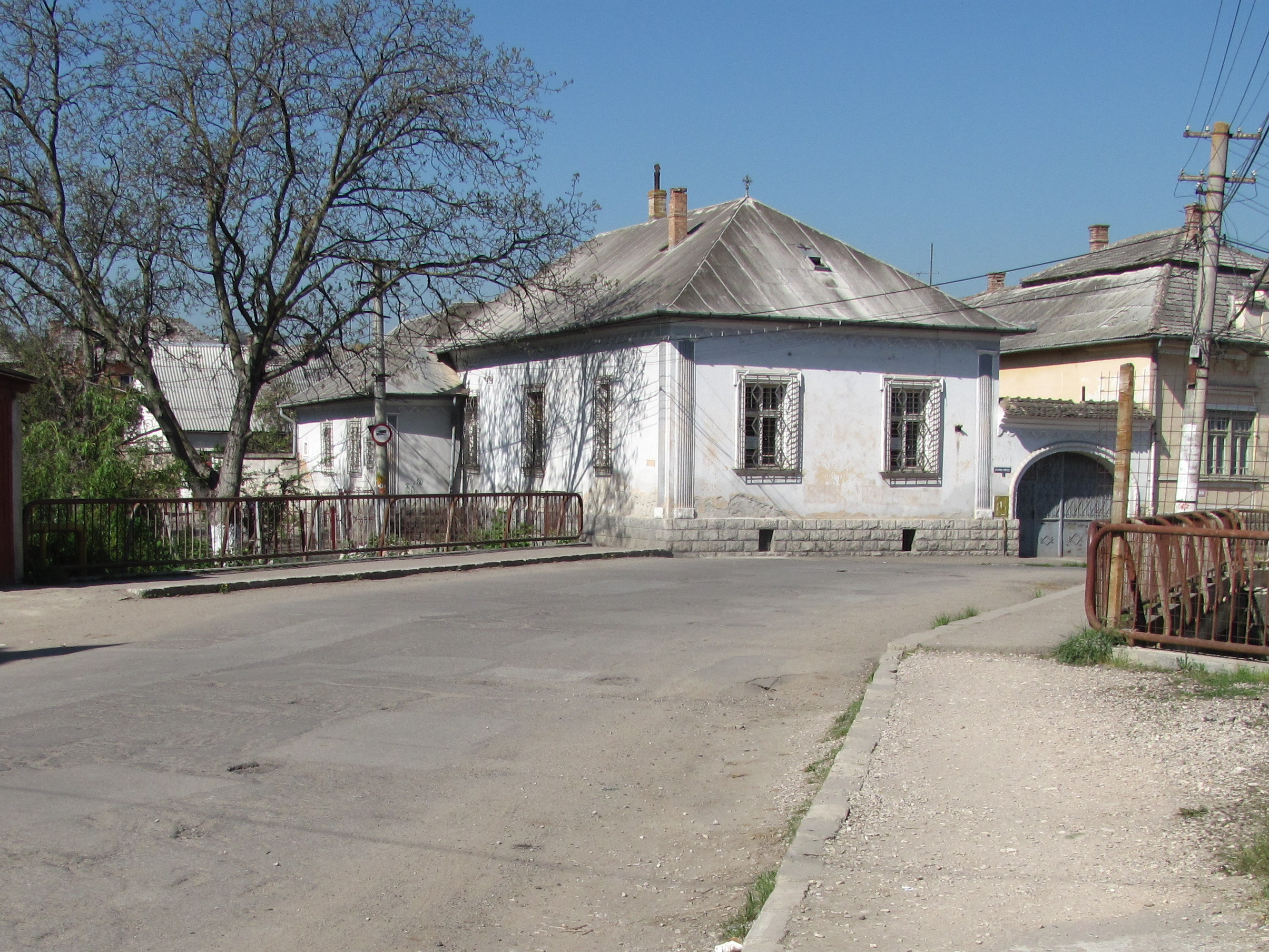
Pod peste Valea Racilor (str.M.Eminescu)
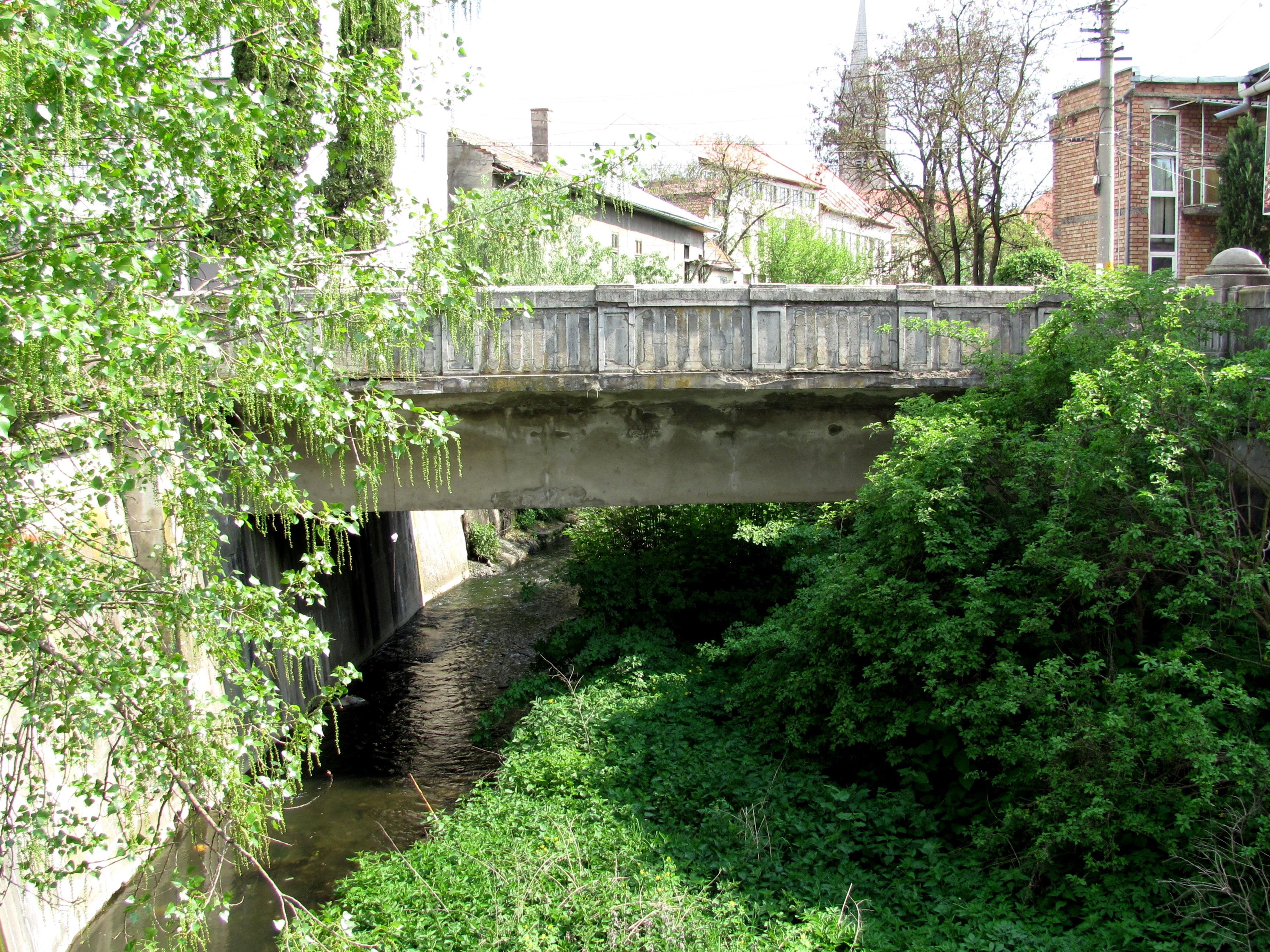
Valea Racilor în zona străzii G.Coșbuc
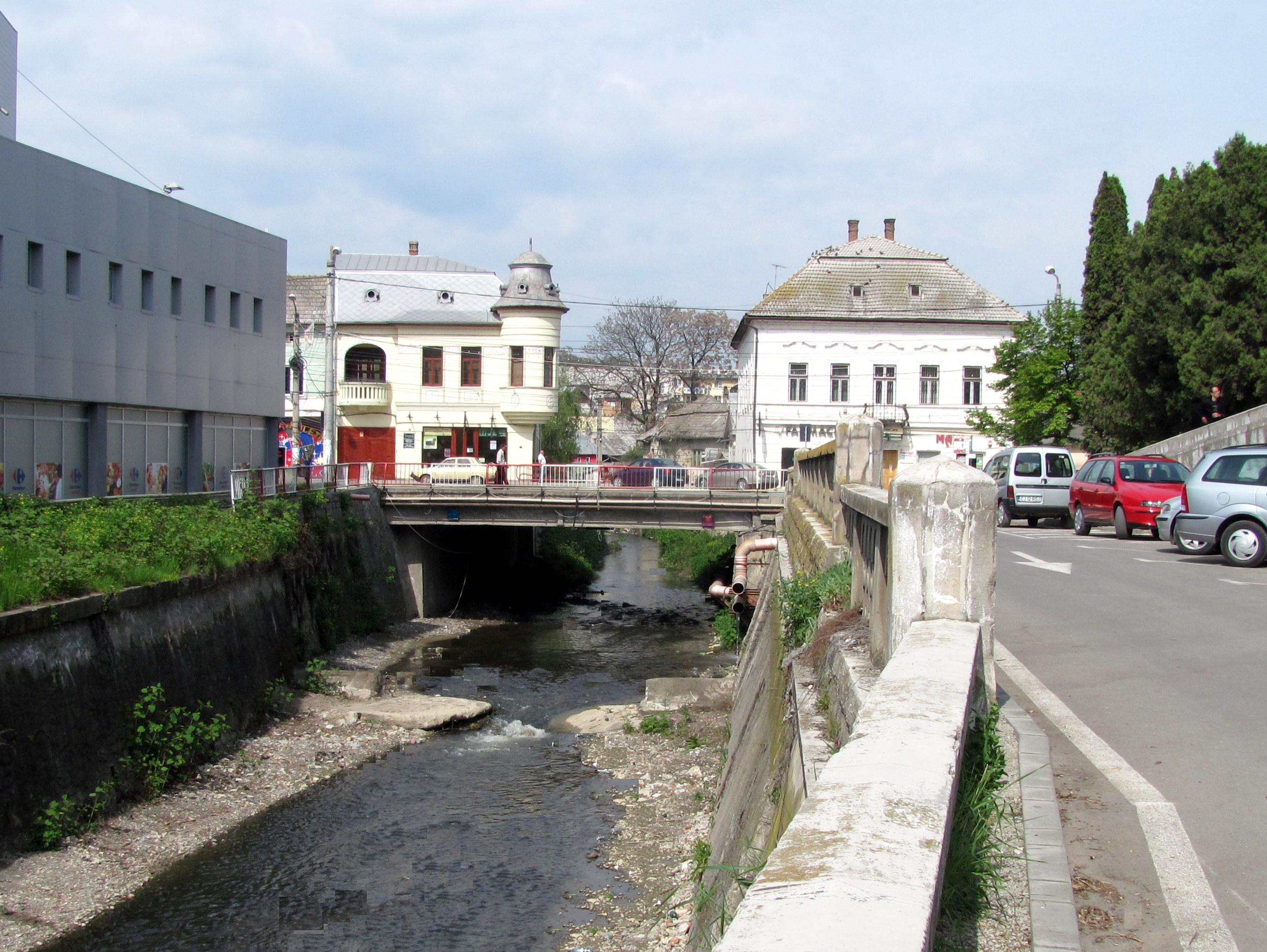
Valea Racilor între Piața 1 decembrie 1918 și Piața Republicii
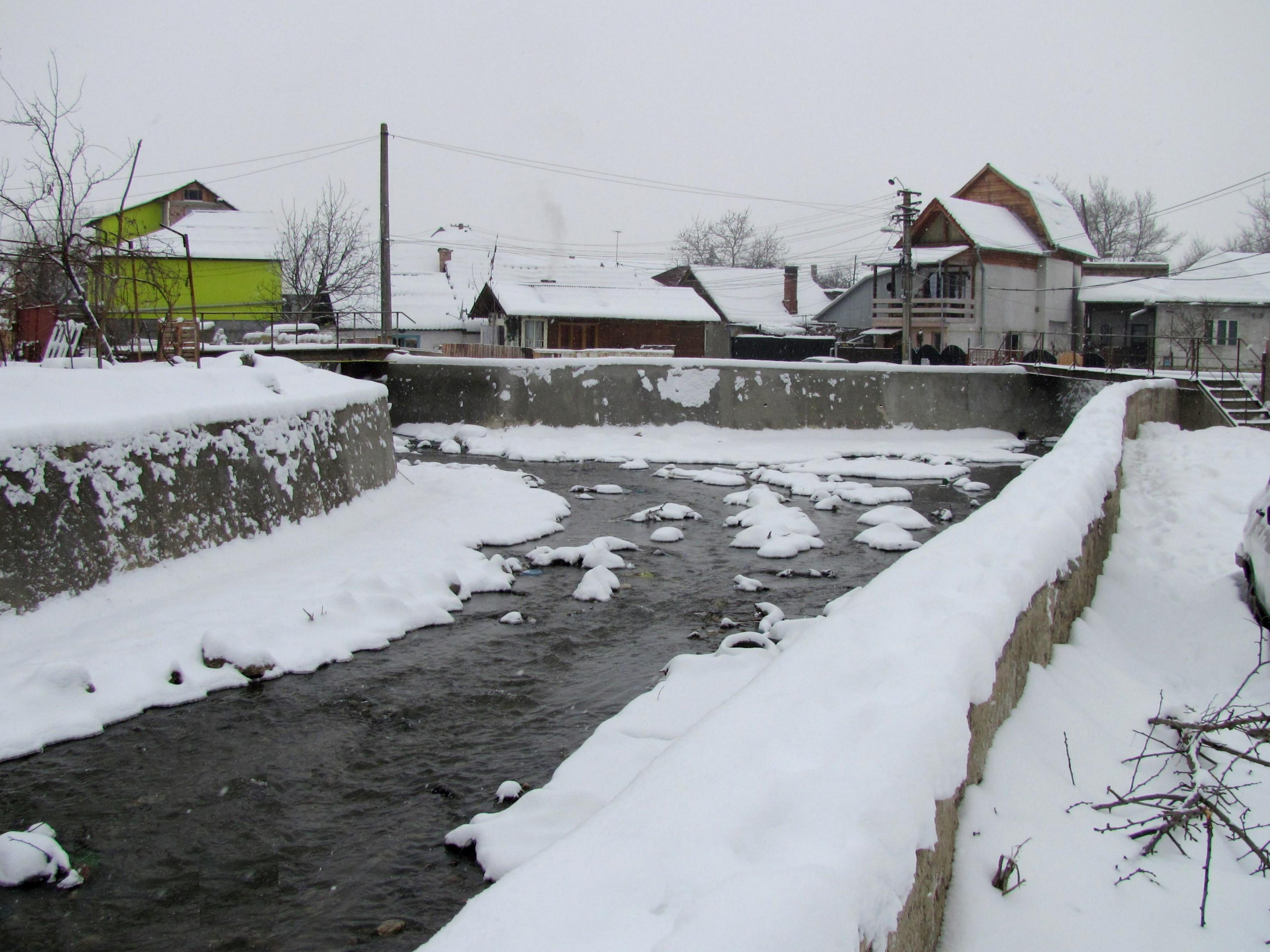
Confluența Văii Racilor cu Valea Caldă Mare pe str.G.Marinescu
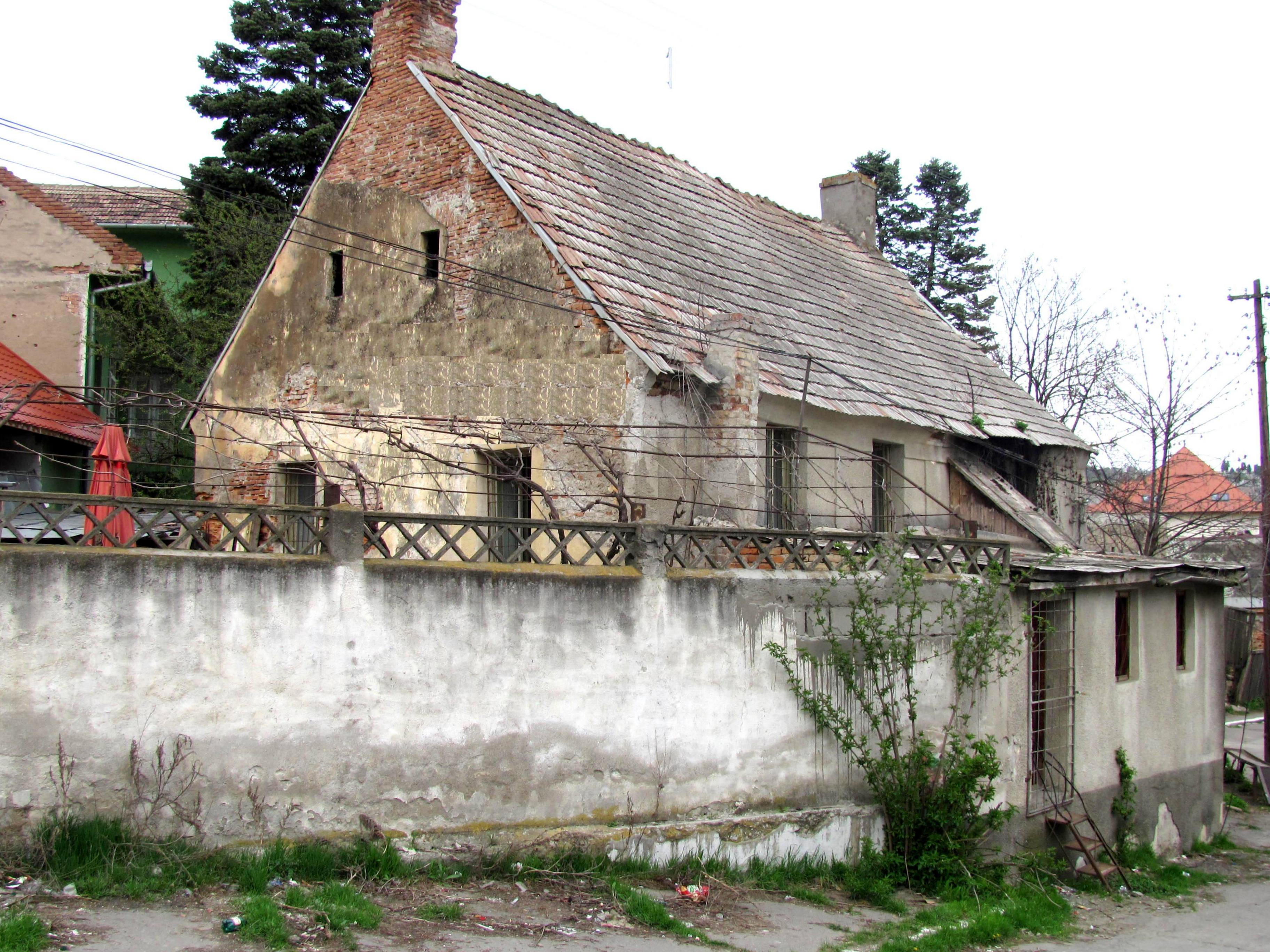
Fosta moară Fischer (str.Mircea cel Bătrân colț cu str.Dr.I.Rațiu)
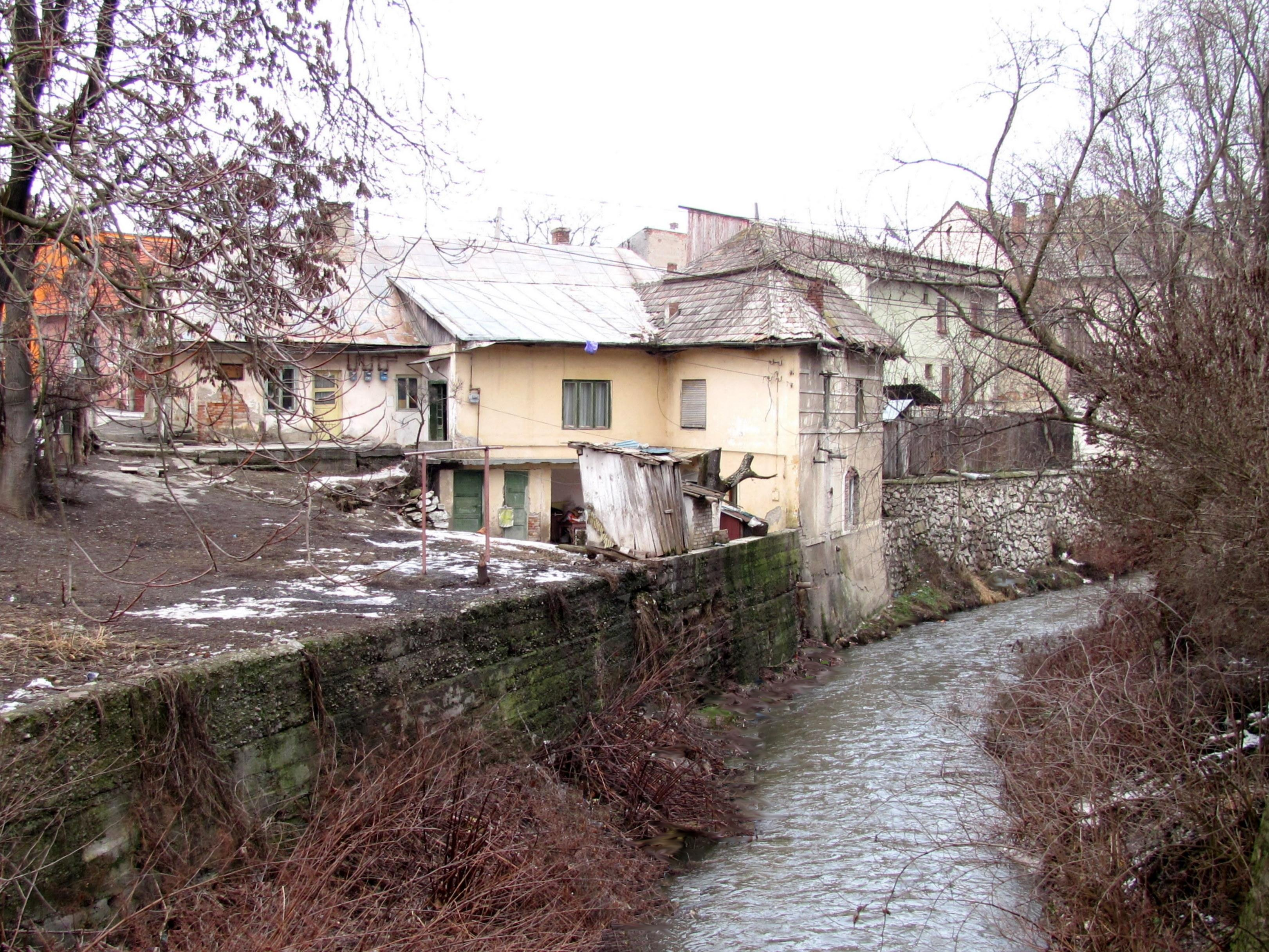
Fosta moară de apă (str.Mircea cel Bătrân nr.5)
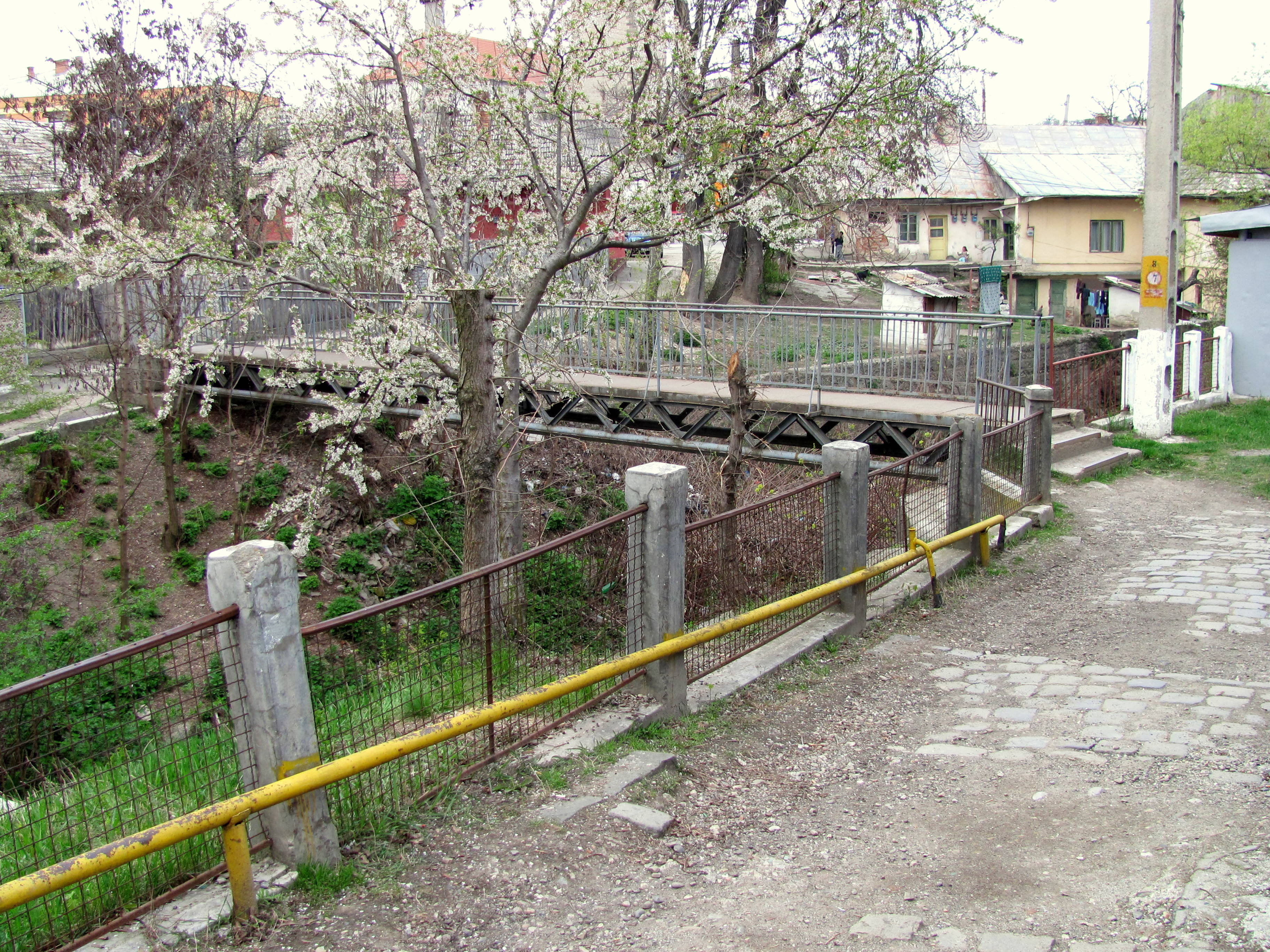
Valea Racilor în zona străzii A.Bunea
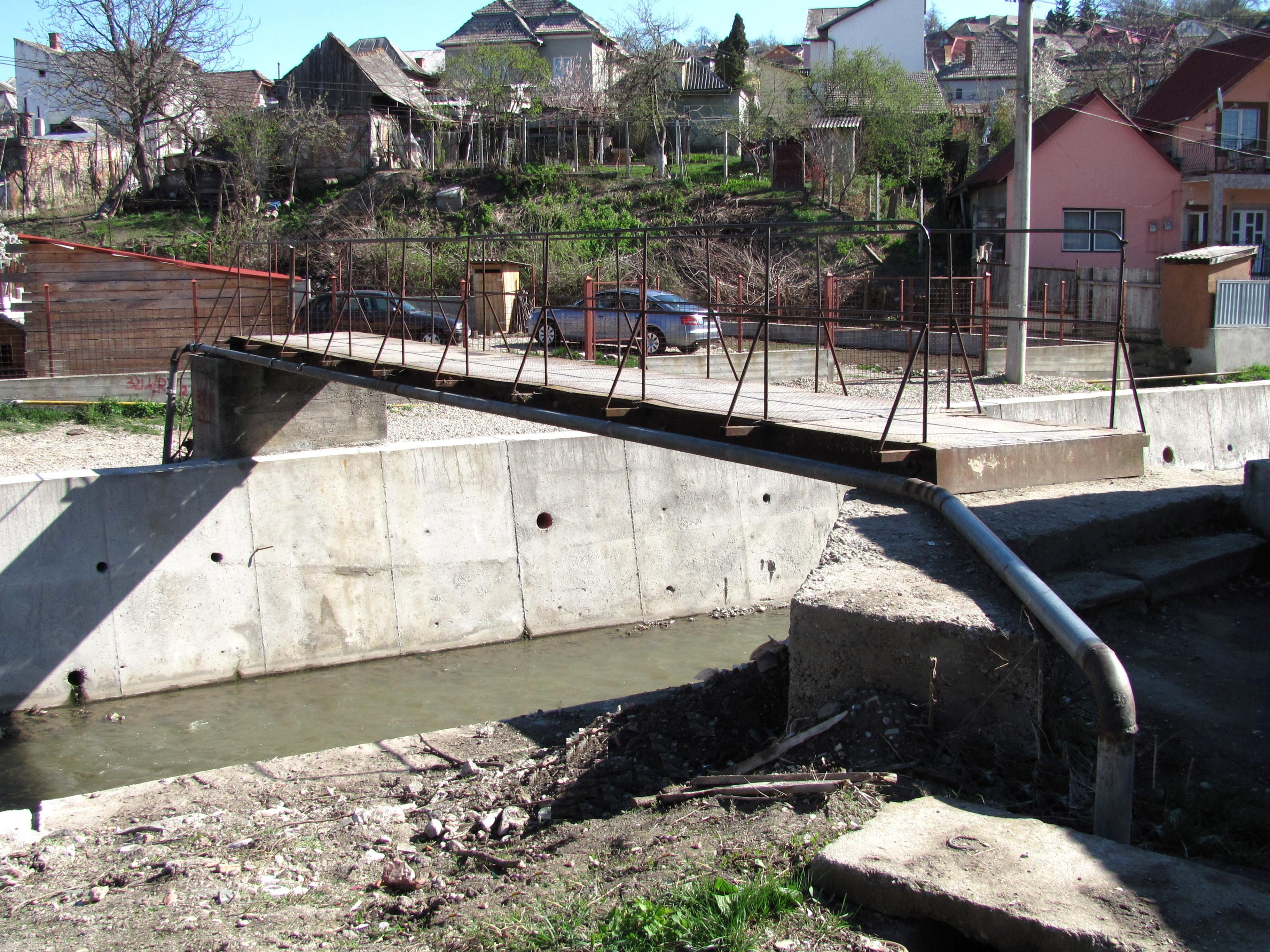
Valea Racilor în zona străzii Gelu
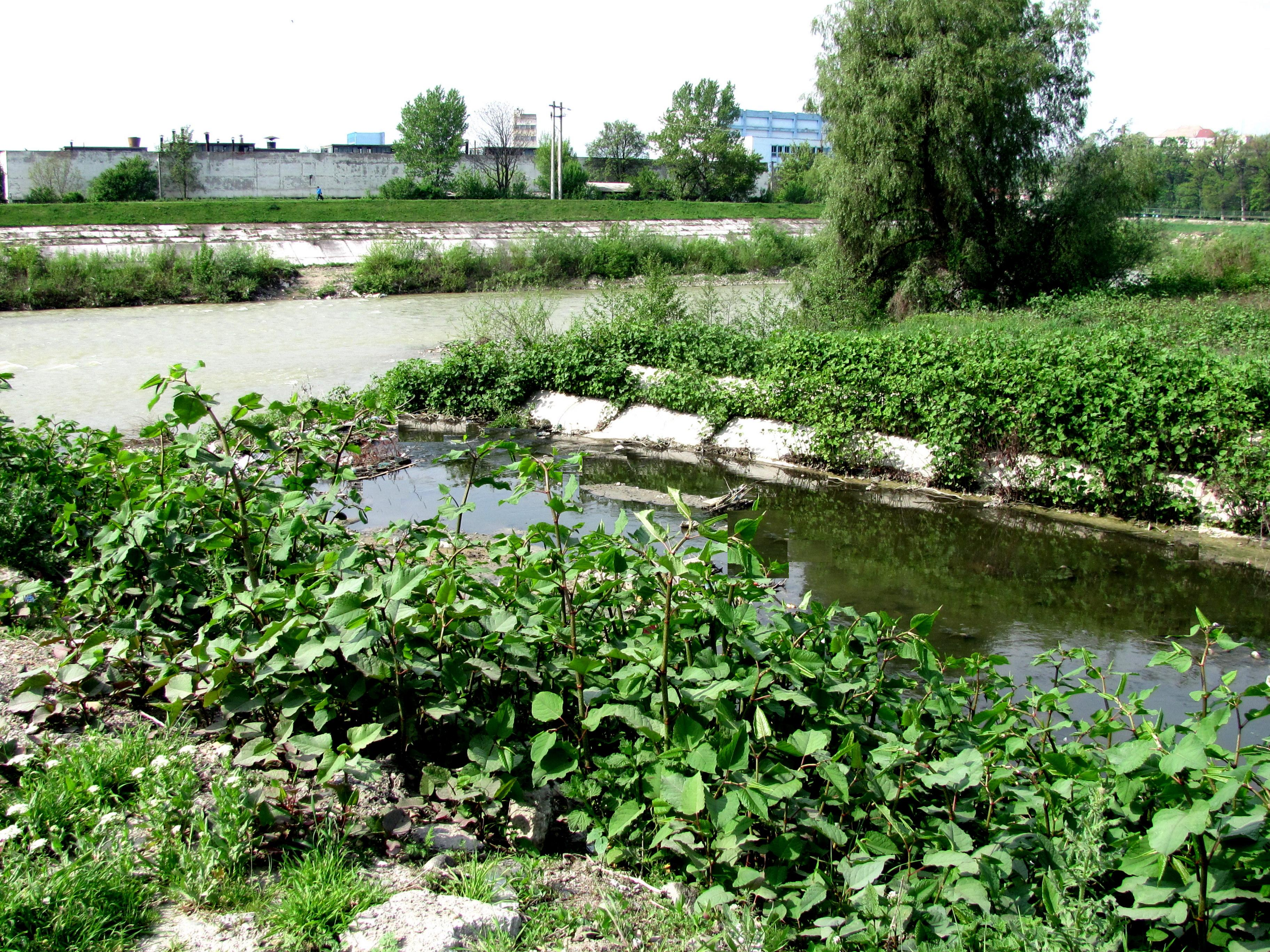
Valea Racilor la vărsarea în Arieș